# Doutnacia
Doutnacia är ett släkte av urinsekter. Doutnacia ingår i familjen blekhoppstjärtar.
Kladogram enligt Dyntaxa:
| Doutnacia | \| \| Doutnacia mols \| \| \| \| \| \| Doutnacia xerophila \| \| \| \| |
|           | \| \| Doutnacia mols \| \| \| \| \| \| Doutnacia xerophila \| \| \| \| |
|           | Archaphorura                                                           |
|           |                                                                        |
|           | Chaetophorura                                                          |
|           |                                                                        |
|           | Hymenaphorura                                                          |
|           |                                                                        |
|           | Karlstejnia                                                            |
|           |                                                                        |
|           | Megaphorura                                                            |
|           |                                                                        |
|           | Mesaphorura                                                            |
|           |                                                                        |
|           | Metaphorura                                                            |
|           |                                                                        |
|           | Micraphorura                                                           |
|           |                                                                        |
|           | Neonaphorura                                                           |
|           |                                                                        |
|           | Neotullbergia                                                          |
|           |                                                                        |
|           | Oligaphorura                                                           |
|           |                                                                        |
|           | Onychiurus                                                             |
|           |                                                                        |
|           | Paratullbergia                                                         |
|           |                                                                        |
|           | Pongeiella                                                             |
|           |                                                                        |
|           | Protaphorura                                                           |
|           |                                                                        |
|           | Psammophorura                                                          |
|           |                                                                        |
|           | Scaphaphorura                                                          |
|           |                                                                        |
|           | Stenaphorura                                                           |
|           |                                                                        |
|           | Supraphorura                                                           |
|           |                                                                        |
|           | Thalassaphorura                                                        |
|           |                                                                        |
|           | Uralaphorura                                                           |
|           |                                                                        |
|           | Wankeliella                                                            |
|           |                                                                        |
|           | Doutnacia mols                                                         |
|           |                                                                        |
|           | Doutnacia xerophila                                                    |
|           |                                                                        |

|  | Doutnacia mols      |
|  |                     |
|  | Doutnacia xerophila |
|  |                     |